# Нудота
Нудота (лат. nausea) — обтяжливе відчуття в надчеревній ділянці та глотці, нерідко передує блюванню. Виникає при дієтичних огріхах, отруєннях, захворюваннях органів черевної порожнини, центральної нервової системи, при вагітності, кінетозах та інших станах. При деяких хворобах, що супроводжуються втратою ваги (рак, СНІД), нудота і блювання можуть бути постійними, і, таким чином, загрожувати життю хворого.

## Характеристика та прояви нудоти
При нудоті тонус знижений, перистальтика або відсутня або сильно сповільнена. У той же час тонус дванадцятипалої кишки і проксимальних відділів тонкої кишки (порожнистої) підвищується, і відбувається дуоденогастральний рефлюкс.
При позивах до блювання під час вдиху при закритому роті зазначається судомне скорочення дихальних м'язів і діафрагми, а під час видиху — передньої черевної стінки. При цьому тонус антрального (antrum) відділу шлунку підвищується, а тіла (corpus) і кардіального (pars cardiaca) відділу — знижується.
Причинами нудоти можуть бути:
- Захворювання органів шлунково-кишкового тракту: захворювання стравоходу, гострий і хронічний гастрит, пептична виразка шлунку або дванадцятипалої кишки, пілороспазм, пілоростеноз, рак шлунку.
- Хірургічні захворювання органів шлунково-кишкового тракту — кишкова колька, гострий панкреатит, тромбоз судин черевної порожнини, гострий перитоніт, кишкова непрохідність.
- Порушення метаболізму.
- Гіпертонічний криз, інсульт, черепно-мозкова травма, підвищення внутрішньочерепного тиску.
- Дисфункція вестибулярного апарату.
- Психогенна нудота.

## Нудота під час вагітності
Ранкова нудота може бути одним з перших ознак вагітності. Розвиток нудоти під час вагітності є одним із симптомів раннього гестозу — токсикозу вагітних. Зазвичай нудота проходить до кінця першого триместру вагітності.

## Лікування нудоти
Якщо нудоту спричинює харчове отруєння, рекомендують прийом всередину адсорбуючих речовин: активоване вугілля, біле вугілля. При нудоті іншого генезу ефективні такі засоби як домперидон, цизаприд.
Нудота нерідко виникає при штормі, емоціях, здебільшого негативних, особливо при огиді до їжі. У таких випадках для полегшення стану підносять до носа ватку, змочену в розчині нашатирного спирту, беруть таблетку валідолу під язик або 10-15 крапель настоянки м'яти перцевої, розведеної в 1 стол. л. води; корисно вийти на свіже повітря. При наполегливій нудоті необхідно звернутися до лікаря для з'ясування її причини і призначення відповідного лікування.